# HYPER 萌 TRANCE 〜彩音〜
『HYPER 萌 TRANCE 〜彩音〜』（ハイパー・もえ・トランス・あやね）は、日本の女性歌手、彩音の1枚目のリミックスアルバムである。2007年5月25日にFive Recordsから発売された。

## 概要
- 『HYPER 萌 TRANCE』シリーズの第1弾となる本作は、1stアルバム『ARCHIVE LOVERS』収録曲を中心としたリミックスアルバム。また、ボーナストラックとしてテレビアニメ「魔女っ子メグちゃん」主題歌のカバーも収録されている。
- 本作に収録されているリミックスは、タイトルにもあるようにトランスミュージックのジャンルである。
- アルバムジャケットには、イニシャルの "H.M.T.A"のみが表示されている[1][2]。

## 収録曲
| 全作詞・作曲: 志倉千代丸（11曲目を除く）、作詞：千家和也（11曲目）、作曲：渡辺岳夫（11曲目）。 |                                |                                                                                     |                                                                                     |                   |      |
| #                                                                                              | タイトル                       | 作詞                                                                                | 作曲・編曲                                                                          | リミックス        | 時間 |
| 1.                                                                                             | 「月と夜空とホウキ星」         | 志倉千代丸 （11曲目を除く）、作詞： 千家和也 （11曲目）、作曲： 渡辺岳夫 （11曲目） | 志倉千代丸 （11曲目を除く）、作詞： 千家和也 （11曲目）、作曲： 渡辺岳夫 （11曲目） | 相原隆行          | 5:32 |
| 2.                                                                                             | 「ORANGE」                     | 志倉千代丸 （11曲目を除く）、作詞： 千家和也 （11曲目）、作曲： 渡辺岳夫 （11曲目） | 志倉千代丸 （11曲目を除く）、作詞： 千家和也 （11曲目）、作曲： 渡辺岳夫 （11曲目） | Shinji Hosoe      | 5:31 |
| 3.                                                                                             | 「To the Moon」                | 志倉千代丸 （11曲目を除く）、作詞： 千家和也 （11曲目）、作曲： 渡辺岳夫 （11曲目） | 志倉千代丸 （11曲目を除く）、作詞： 千家和也 （11曲目）、作曲： 渡辺岳夫 （11曲目） | 村上純            | 4:51 |
| 4.                                                                                             | 「Private Place」              | 志倉千代丸 （11曲目を除く）、作詞： 千家和也 （11曲目）、作曲： 渡辺岳夫 （11曲目） | 志倉千代丸 （11曲目を除く）、作詞： 千家和也 （11曲目）、作曲： 渡辺岳夫 （11曲目） | Quad              | 6:49 |
| 5.                                                                                             | 「コンプレックス・イマージュ」 | 志倉千代丸 （11曲目を除く）、作詞： 千家和也 （11曲目）、作曲： 渡辺岳夫 （11曲目） | 志倉千代丸 （11曲目を除く）、作詞： 千家和也 （11曲目）、作曲： 渡辺岳夫 （11曲目） | 村上純            | 5:30 |
| 6.                                                                                             | 「Fractal Tree」               | 志倉千代丸 （11曲目を除く）、作詞： 千家和也 （11曲目）、作曲： 渡辺岳夫 （11曲目） | 志倉千代丸 （11曲目を除く）、作詞： 千家和也 （11曲目）、作曲： 渡辺岳夫 （11曲目） | マル（HONDALADY） | 4:14 |
| 7.                                                                                             | 「Film Makers」                | 志倉千代丸 （11曲目を除く）、作詞： 千家和也 （11曲目）、作曲： 渡辺岳夫 （11曲目） | 志倉千代丸 （11曲目を除く）、作詞： 千家和也 （11曲目）、作曲： 渡辺岳夫 （11曲目） | Quad              | 7:16 |
| 8.                                                                                             | 「アカシアの木の下で」         | 志倉千代丸 （11曲目を除く）、作詞： 千家和也 （11曲目）、作曲： 渡辺岳夫 （11曲目） | 志倉千代丸 （11曲目を除く）、作詞： 千家和也 （11曲目）、作曲： 渡辺岳夫 （11曲目） | B.T.W.            | 6:31 |
| 9.                                                                                             | 「嘆きノ森」                   | 志倉千代丸 （11曲目を除く）、作詞： 千家和也 （11曲目）、作曲： 渡辺岳夫 （11曲目） | 志倉千代丸 （11曲目を除く）、作詞： 千家和也 （11曲目）、作曲： 渡辺岳夫 （11曲目） | 相原隆行          | 6:52 |
| 10.                                                                                            | 「ロマンシングストーリー」     | 志倉千代丸 （11曲目を除く）、作詞： 千家和也 （11曲目）、作曲： 渡辺岳夫 （11曲目） | 志倉千代丸 （11曲目を除く）、作詞： 千家和也 （11曲目）、作曲： 渡辺岳夫 （11曲目） | Shinji Hosoe      | 5:38 |
| 11.                                                                                            | 「魔女っ子メグちゃん」         | 志倉千代丸 （11曲目を除く）、作詞： 千家和也 （11曲目）、作曲： 渡辺岳夫 （11曲目） | 志倉千代丸 （11曲目を除く）、作詞： 千家和也 （11曲目）、作曲： 渡辺岳夫 （11曲目） | 佐宗綾子          | 5:25 |
| 合計時間:                                                                                      | 合計時間:                      | 合計時間:                                                                           | 64:09                                                                               |                   |      |